# 彼得·兰特
彼得·兰特（德語：Peter Randt，1941年1月24日—），德国前男子手球运动员。他曾代表东德国家队参加1972年夏季奥林匹克运动会手球比赛，结果队伍获得第四名。